# ジェイエイシーリクルートメント
株式会社ジェイエイシーリクルートメント（英: JAC Recruitment Co.,Ltd.）は、東京都千代田区に本社を置く人材紹介サービスを提供する企業。

## 概要
あらゆる業界・職種において、主にミドルからハイクラスのマネジメント層と業界のスペシャリストを対象とした人材紹介サービスを提供。それぞれの領域に特化した130以上ものチームが存在し、各領域に精通したコンサルタントが企業のニーズや方向性、会社のカルチャーを深く的確に理解、適材をあらゆる⼿法でソーシングすることで、企業ニーズに応えています。
東証プライム市場上場のグローバル人材紹介会社。1975年にイギリスで創業、日本法人は1988年に設立。海外で必要な事業運営のノウハウや人材を熟知、海外進出を図る日系企業、そして外資系企業の日本進出へのサポートで圧倒的な強み。
世界12ヵ国で日系、外資系、各国のグローバル大手企業に対し人材紹介事業を幅広く展開。日本、イギリス、シンガポール、マレーシア、インドネシア、タイ、中国（香港特別行政区）、韓国、ベトナム、ドイツ、アメリカにオフィスを構える。
- JAC Digital: 事業のDX（デジタルトランスフォーメーション）を促進する人材を企業に紹介。デジタル分野に特化した知識と専門性を有する人材のネットワークを活用し、CDO/CIO/CTO、マーケター、エンジニア、データサイエンティスト、AIエンジニアなどの採用支援。
- JAC Executive: 企業が次のステージに成⻑するため、事業を牽引するリーダーや経営改⾰を実⾏するためのエグゼクティブ人材（経営管理職）を紹介。後継者の採⽤、新事業の設⽴や、さらなる発展を担う幹部の登⽤に、経営の経験者や幹部として企業を成⻑に導いた経験を持つ方々などを紹介。CEO、COO、CFO、CIO、取締役などに特化。
- JAC Career: 20代の優秀な若手プロフェッショナルを対象とした人材紹介サービス。IT・デジタル分野や、アカウンティング＆ファイナンスのバックオフィスなど、⾼い専門性を持った次世代のリーダーとなる人材を企業に紹介します。
- JAC Professional Solutions
  - JAC IMS: 正社員以外の形態（委託、顧問 、副業、兼業など）で、期限のあるプロジェクトにコントラクト形式でテレワークやパートタイム（時間制契約）形式も取り⼊れ、ハイスキルな人材を企業に紹介
  - JAC RPO: ハイスキル人材の紹介で培った採⽤のプロフェッショナルコンサルタントが、企業の内側でその採⽤課題や問題を把握し、採⽤計画の⽴案から⼊社までの全プロセスを請け負う
- 外資系企業の人材紹介に特化した「JAC International」や、バイリンガル人材専門の求人サイト「CareerCross」、また、コンサルティングファームや金融機関を得意とするサーチファームの「バンテージポイント」をグループ会社とし、多様なニーズに包括的に応えている。

プライバシーマークを取得しており、一般社団法人人材紹介事業協会、一般社団法人日本経済団体連合会に加盟している。

## 歴史
- 1988年 - 人材紹介事業を目的として東京都千代田区に株式会社ジェイエイシージャパンを設立。
- 1993年 - 大阪市中央区に大阪支店を設置。
- 2002年 - 京都市下京区に京都支店を設置、横浜市西区に横浜支店を設置。JAC Recruitment(U.K.)、JAC Singapore、JAC Malaysia 各社と業務提携契約を締結し、有料職業紹介事業の同地域に対する海外紹介の免許を追加取得。
- 2004年 - 名古屋市中村区に名古屋支店を設置。JAC Thailandと業務提携契約を締結し、有料職業紹介事業の同地域に対する海外紹介の免許を追加取得。
- 2005年 - 本社を東京都千代田区神田神保町（現所在地）に移転。JAC Indonesiaと業務提携契約を締結し、有料職業紹介事業の同地域に対する海外紹介の免許を追加取得。JAC Chinaと業務提携契約を締結し、有料職業紹介事業の同地域に対する海外紹介の免許を追加取得。
- 2006年 - 福岡市中央区に福岡支店を設置。ジャスダックに株式を上場。神戸市中央区に神戸支店を設置。
- 2008年 - サービスブランドをジェイエイシーリクルートメントに変更。
- 2009年 - 株式会社ジェイエイシーリクルートメントに商号変更。
- 2011年 - 第一号のフェローに黒澤敏浩を選任。100%子会社として、株式会社JAC Internationalを設立。JAC Hong Kongと業務提携契約を締結し、有料職業紹介事業の同地域に対する海外紹介の免許を追加取得。
- 2012年 - JAC Koreaと業務提携契約を締結し、有料職業紹介事業の同地域に対する海外紹介の免許を追加取得。
- 2013年 - バイリンガル向けの転職情報サイト大手「キャリアクロス」を運営する株式会社シー・シー・コンサルティングの全株式を取得して子会社化。
- 2014年 - JAC Vietnamと業務提携契約を締結し、有料職業紹介事業の同地域に対する海外紹介の免許を追加取得。人材紹介専業の企業としては初[4]の日本経済団体連合会加盟。
- 2015年 - 東京証券取引所市場第一部に市場変更。
- 2016年 - 静岡市に静岡支店を設置。
- 2017年 - 広島市に中国支店を設置。さいたま市に北関東支店を設置。
- 2018年 - JAC Recruitment Asia Ltdの全株式を取得して子会社化。
- 2020年 - 株式会社バンテージポイントの全株式を取得して子会社化。
- 2022年 - 福岡市に福岡支店を開設。東京証券取引所の市場区分変更によりプライム市場へ市場変更。